# Bombardeo de Qana de 2006
El bombardeo de Qana de 2006 fue un ataque de la aviación israelí contra la ciudad libanesa de Qana que tuvo lugar el día 30 de julio, durante la guerra del Líbano de 2006. Las bombas provocaron el derrumbamiento de un edificio de apartamentos de cuatro plantas, causando la muerte de 27 personas, entre ellas 17 menores de 18 años. El ataque produjo una gran conmoción internacional y un incremento en las llamadas al alto el fuego. También se produjo una gran polémica a causa de las imágenes que circularon y con respecto a la afirmación de las Fuerzas de Defensa de Israel (FDI) de que transcurrió un lapso de siete horas entre la hora a la que quedó acreditado el bombardeo y la hora en la que el edificio se desplomó, sin que sus moradores lo abandonasen entretanto.
Las Fuerzas de Defensa Israelíes alegaron que el bombardeo del edificio pretendía detener el lanzamiento de misiles katiusha que eran disparados por Hezbolá hacia las ciudades del norte de Israel desde hacía dos semanas. Los cohetes de Hezbolá habían provocado hasta entonces la muerte de 18 civiles israelíes y más de 400 heridos.

## Reacciones
El primer ministro israelí, Ehud Ólmert, lamentó las muertes de inocentes, explicó que los habitantes de la localidad habían sido advertidos con octavillas de que debían abandonar Qana, y alegó que la ciudad era utilizada como base habitual de operaciones por Hezbolá. Según la FDI, Hezbolá había lanzado aproximadamente 150 misiles desde Qana contra ciudades israelíes y aportó un vídeo, sin fecha, que lo ilustra. También acusó a Hezbolá de la utilización de civiles libaneses como escudos humanos.
El primer ministro libanés, Fouad Siniora, responsabilizó a Israel de las muertes, exigió una sesión urgente del Consejo de Seguridad de la ONU y suspendió la visita de la Secretaria de Estado estadounidense Condoleezza Rice, prevista para esas fechas. El gobierno libanés aseguró también que en los alrededores del edificio atacado no estaban operando milicias de Hezbolá. Según el gobierno libanés, "ninguno de los cuerpos que se recuperaron muestran que eran militantes, además de que los equipos de rescate no encontraron arma alguna". Asimismo, Líbano aseveró que en el área cercana a la ubicación del edificio de Qana que fue atacado no estaban operando las milicias de Hizbulá. Una multitud de libaneses, culpando a la ONU de lo sucedido, atacó la delegación de la organización en Beirut.

## Informes e investigaciones

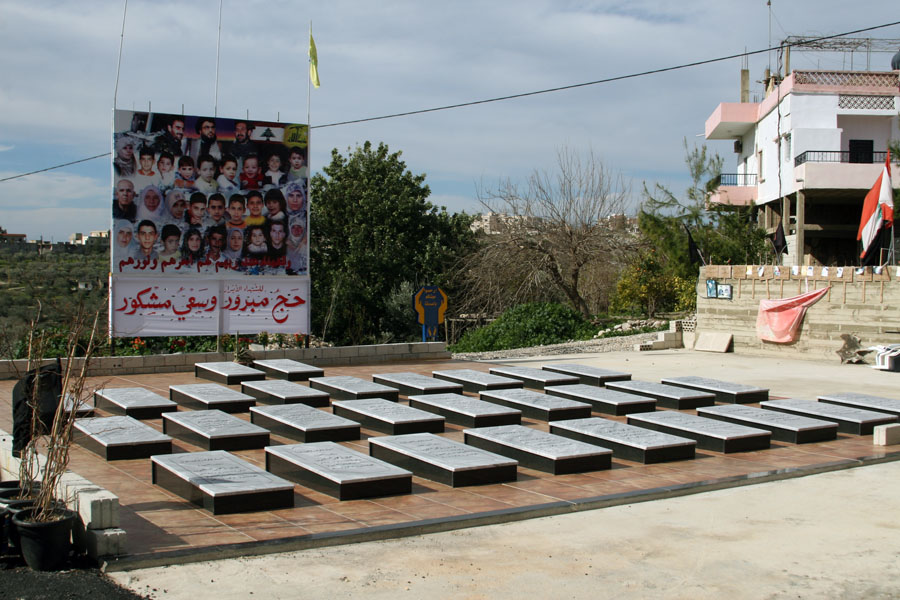
Memorial a las personas muertas por el bombardeo de Qana.

La Fuerza Aérea israelí (FAI), en una primera investigación de lo sucedido dada a conocer el mismo día del bombardeo, afirmó haber descubierto que el edificio se desplomó siete horas después del ataque aéreo. Ante la imposibilidad de explicar el lapso de varias horas entre el bombardeo y el derrumbamiento, la investigación contempló inicialmente la posibilidad de que este último fuera debido a la explosión de munición almacenada en el edificio. Altos oficiales de la FAI dijeron también que la explosión podría haber sido causada por un artefacto explosivo de Hezbolá o por un misil sin explotar. Según el informe definitivo israelí, de 2 de agosto de 2006, las FDI lanzaron contra el edificio un ataque aéreo el 30 de julio a las 00:52 con dos misiles, el primero de los cuales explotó y el segundo sufrió al parecer un fallo. Las FDI operaron de acuerdo con la información de que el edificio no estaba habitado por civiles y era usado como escondite por Hezbolá. Los residentes de Qana y las aldeas que la rodean fueron advertidos varias veces, a través de diversos medios de comunicación, de que evacuasen la zona. En su resumen del informe, el jefe de Estado Mayor Teniente General Dan Halutz expresó de nuevo su pesar por la muerte de civiles, entre ellos niños, en el incidente en Qana. Dijo también que Hezbolá "utiliza cínicamente a los civiles como escudos humanos y actúa intencionadamente desde dentro de aldeas e infraestructuras civiles".
Amnistía Internacional desestimó las conclusiones de la investigación israelí, tachándolas de "encubrimiento", y afirmando que "Israel tiene un historial de no investigar las muertes de civiles o llevar a cabo investigaciones tendenciosas". En una reunión informativa para Amnistía Internacional en septiembre, un alto comandante israelí dijo que el edificio donde murieron los civiles había sido alcanzado por error, y que la Fuerza Aérea de Israel había golpeado edificios vacíos y un lanzacohetes cerca. Volvió a poner en duda la responsabilidad de Israel y alegó que combatientes de Hezbolá habían cerrado la zona por unos pocos días y solo permitieron ver a los medios de comunicación lo que querían mostrar. Según Amnistía Internacional, delegados de la cual se encontraban en Qana y alrededores los días 30 y 31 de julio, allí no había combatientes de Hezbolá y nadie impuso ninguna restricción sobre sus movimientos dentro y alrededor de la casa bombardeada o en cualquier otro lugar en la zona. Decenas de periodistas estaban también en la zona filmando, tomando fotografías y entrevistando a los supervivientes. Según Amnistía Internacional, no se encontraron pruebas de cohetes, lanzacohetes u otras armas dentro o alrededor de la casa bombardeada o en las casas cercanas. La descripción de los supervivientes y fragmentos encontrados en el lugar indican, según Amnistía Internacional, que se utilizó una bomba de precisión guiada por láser, que penetró en el edificio y explotó en el nivel más bajo, la única parte de la casa que estaba ocupada. Según una testigo, "hay aviones de vigilancia cerniéndose en lo alto cada día. (...) Es imposible que los aviones no hayan visto que el lugar estaba lleno de mujeres y niños".
Según Human Rights Watch, investigadores de la organización que visitaron Qana el 31 de julio, el día después del ataque, no encontraron ningún equipo militar destruido en o cerca de la casa. Del mismo modo, ninguna de las decenas de periodistas internacionales, trabajadores de rescate y observadores internacionales que visitaron Qana el 30 y 31 de julio dijeron haber visto ninguna prueba de la presencia militar de Hezbolá en o alrededor de la casa. Según Human Rights Watch, los trabajadores de rescate tampoco recuperaron cuerpos que parecieran de combatientes de Hezbolá en el interior o cerca del edificio.
Amnistía Internacional y Human Rights Watch han sido acusadas de sesgo antiisraelí por NGO Monitor, una organización no gubernamental israelí con el objetivo declarado de vigilar otras organizaciones no gubernamentales que operan en el Oriente Medio. The Economist y la Jewish Telegraphic Agency califican a NGO Monitor de grupo proisraelí.
El informe del Secretario General de la ONU, hecho público el 8 de agosto de 2006, calificó el ataque de "modelo de violación del derecho internacional, incluido el derecho humanitario internacional y las leyes sobre derechos humanos". Según el informe, la población de Qana, a la que Israel afirma haber avisado con suficiente antelación para abandonar la ciudad, no podía hacerlo por estar Qana completamente incomunicada a causa de la destrucción de las carreteras de acceso por la aviación israelí en días anteriores. Según el mismo informe, "la Fuerza Provisional de la ONU en el Líbano (FPNUL) no puede confirmar o negar si Hizbulá estaba llevando a cabo actividades militares desde Qana en los días anteriores al ataque del 30 de julio". El informe de Annan también recogió la opinión del Comité Internacional de la Cruz Roja (CICR), que estima que "avisar previamente a la población civil del inminente ataque no exime a Israel de sus obligaciones bajo las normas y principios del derecho internacional humanitario".
Los medios de comunicación internacionales pudieron ver, delante de la casa, un pedazo del fuselaje de la bomba que llevaba la leyenda "For use on MK-84, Guided Bomb BSU-37/B (ASSY) 96214-700922-6". Aunque las Fuerzas de Defensa de Israel dijeron que hubo una inexplicada diferencia de alrededor de siete horas entre el ataque de la Fuerza Aérea israelí y el primer informe de que el edificio se había derrumbado, según relatos de los supervivientes solo pasaron 10 minutos entre el ataque y el derrumbamiento. Los supervivientes dijeron que los equipos de rescate llegaron solo por la mañana, ya que las condiciones nocturnas hacían difícil la misión de rescate. Según fuentes libanesas, la electricidad y los teléfonos en la aldea de Qana fueron casi en su totalidad cortados por los ataques de la FAI. La Cruz Roja en Tiro recibió una llamada de ayuda solo por la mañana, a las 7 horas, lo que explicaría la llegada tardía. Además, el servicio de ambulancias se ralentizó por los bombardeos de las carreteras que conducían a Qana.

## Acusaciones de montaje
Tras el bombardeo, se produjo una intensa polémica acerca de si las víctimas de Qana fueron causadas por el bombardeo o bien se trató de un montaje con cuerpos de víctimas colocados allí ex profeso por Hezbolá como forma de propaganda contra Israel. El 2 de agosto, el Ejército israelí indicó que eran "conscientes de los rumores", aunque estas acusaciones no formarían parte de su último informe sobre el bombardeo. Otros afirmaron que algunas fotografías de Qana que circularon ampliamente por los medios, como las del responsable de organización civil llevando en brazos cadáveres de niños (Dalam Daher, conocido como "el hombre del casco verde"), fueron un montaje. Una cadena alemana de televisión, en un programa llamado “Zapp”, argumentado posteriormente que Daher había estado dirigiendo la película del rescate (dando instrucciones al cámara de vídeo y trasladando el cuerpo de un chico que había sido puesto ya en una ambulancia para tomar nuevas imágenes de él), y lo llamó un “director cínico de película". Este tipo de acusaciones de montaje, junto con otros casos en ese mismo conflicto como el Reutersgate, han recibido el nombre genérico de Pallywood, término que ha ganado con posterioridad cierta popularidad, especialmente en medios proisraelíes.